# خرگوش‌های کوهی درختی
خرگوش‌های کوهی درختی (نام علمی: Dendrohyrax) نام یک سرده از راسته خرگوش کوهی است.

## گونه‌ها
- خرگوش کوهی جنوبی
- خرگوش کوهی غربی